# Sławutycz (stacja metra)
Sławutycz (ukr. Славутич) – jedna ze stacji kijowskiego metra na linii Syrećko-Peczerśka. Została otwarta 30 grudnia 1991.
Stacja została zaprojektowana przez architekta Aljoszkina. Stacja Sławutycz posiada 2 wejścia. Znajduje się w pobliżu alei Bazżana Mykoły, koło Mostu Południowego. Położona jest nad Dnieprem, którego stara nazwa to Sławutycz.